# Hellraiser: Judgment
Hellraiser: Judgment (lit. Hellraiser: Juicio) es una película de terror del año 2018, dirigida y escrita por Gary J. Tunnicliffe. Se trata de la décima entrega de la franquicia iniciada con Hellraiser de 1987, que a su vez está basada en el libro The Hellbound Heart del escritor británico Clive Barker.
La película fue lanzada directamente en DVD y plataformas digitales el 13 de febrero de 2018. Recibió críticas de mixtas a negativas aunque es considerada la mejor secuela de Hellraiser lanzada al mercado doméstico.

## Argumento
Actualmente el 55 de la calle Ludovico, es una casa en ruinas y un portal que conecta este mundo con el infierno, allí un demonio conocido como El Auditor de la Inquisición Estigia interroga a un pecador, redactando un informe sobre sus crímenes que posteriormente otros demonios de la Inquisición comen y por medio de su sabor comprueban su culpabilidad, condenándolo a ser torturado y mutilado en el infierno. Pinhead, líder de la secta de los Cenobitas, visita al Auditor y ambos comentan respecto a la creciente necesidad de actualizar sus métodos de recolección de almas debido a que el avance de la tecnología humana está volviendo obsoleta a La Configuración del Lamento. 
Mientras tanto tres detectives, los hermanos Sean y David Carter (Damon Carney y Randy Wayne) junto a su nueva compañera Cristine Egerton (Alexandra Harris), investigan a un asesino en serie conocido como el Preceptor, cuyos atroces asesinatos se basan en los Diez Mandamientos. Una conexión con una de las víctimas lleva a los detectives a Karl Watkins, un criminal local que desapareció cerca de la casa abandonada. Sean va allí y pierde el conocimiento, despertando en el dominio de la Inquisición Estigia en el infierno. El Auditor procede con su interrogatorio, sin embargo, los demás demonios, acostumbrados a probar el sabor de los actos de los pecadores, se envenenan al comer el informe del Auditor y enferman; cuando éste se prepara para emitir un veredicto sobre Sean, el ángel Jophiel se presenta en el infierno y les ordena liberarlo ya que se trata de un alma valiosa para la obra del Cielo en el mundo.
Sean escapa de la casa con una caja de rompecabezas robada y el Auditor solicita la orientación de Pinhead sobre el asunto. Sean y su hermano regresan para registrar la casa, sin encontrar rastros del infierno o la Inquisición. Esa noche al detective lo atormentan las visiones de los cenobitas y los habitantes del infierno, que prometen "juicio y redención" a cualquiera que abra la caja.
Sean y Christine van con el forense y descubren que el teléfono móvil de una de las víctimas del Preceptor estaba almacenado en su cuerpo, registrando con su GPS la ubicación donde fue torturado. En el lugar encuentran la guarida del Preceptor, donde Sean incapacita a Christine y se revela a sí mismo como el asesino. David deduce la identidad del Preceptor y se reúne con el forense para encontrar el edificio; a su llegada, Sean desarma a David y revela que está reteniendo a su esposa Alison como rehén, indignado porque ella tuvo una aventura. Obliga a David y Alison a abrir la caja a punta de pistola, convocando a los cenobitas y abriendo una puerta de entrada a su reino.
Temeroso de que alguien del infierno vaya a recoger su alma tras su escape, Sean le ofrece a Pinhead a su esposa y a su hermano a cambio de él. Pinhead sin embargo señala que no posee nada con que comerciar ya que, por las reglas de la caja, las almas de Alison y David le pertenecen a los cenobitas desde el momento que resolvieron el acertijo y realmente Sean debe rendir cuentas ante la Inquisición Estigia, que es una facción diferente del infierno, por lo no se hará ningún trato. El Auditor aparece en el lugar y le dice al policía que la Inquisición lo ha declarado culpable de sus pecados, explicando que los demonios en realidad enfermaron porque su maldad es mucho más intensa y corrupta que la de los pecadores comunes, por lo que debe ser castigado.
Jophiel interviene nuevamente ante Pinhead y el Auditor ordenando que Sean sea liberado; esta vez explica que su presencia en la Tierra es útil al Cielo como un medio de manipulación de las masas a través del terror, ya que el miedo que infunde en la gente los hace acercarse a la religión para sentirse seguros, pudiendo así el Cielo ganar adeptos. Pinhead, molesto por la corrupción del Cielo y la prepotencia del ángel, devuelve a Sean en el mismo lugar desde donde fue extraído, por lo que aparece frente a Christine, quien inmediatamente lo mata a tiros. 
Jophiel comprende que ha sido engañada por Pinhead, quien conoce mucho mejor el comportamiento humano y sabía lo que sucedería, por lo que lo insulta y promete vengarse, esto termina de colmar la paciencia del cenobita, quien descuartiza al ángel con los ganchos de sus cadenas. Como castigo, Dios expulsa a Pinhead del infierno y lo obliga a caminar por la tierra como un humano.
En una escena posterior a los créditos, en Alemania, un grupo de misioneros mormones se acercan a una casa y son capturados por la Inquisición Estigia.

## Reparto
- Damon Carney como Det. Sean Carter
- Randy Wayne como Det. David Carter
- Alexandra Harris como Det. Christine Egerton
- Paul T. Taylor como Pinhead[6]
- Heather Langenkamp como la Propietaria.
- Gary J. Tunnicliffe como El Auditor.
- John Gulager como El Asesor.
- Mike Jay Reagan como Chatterer.
- Rheagan Wallace como Allison Carter.
- Helena Grace Donald como el ángel Jophiel.
- Jeff Fenter como Karl Watkins.
- Grace Montie como Crystal Lanning.
- Diane Goldner y Andi Powers como the Cleaners.

## Producción
La película fue concebida como un nuevo intento por parte de Dimension Films para no perder los derechos de la franquicia de Hellraiser. Gary J. Tunnicliffe, encargado de efectos especiales en varias de las películas de Hellraiser y escritor de Hellraiser: Revelations fue elegido como escritor y director.

### Casting
El actor Paul T. Taylor fue elegido para interpretar al líder de los cenobitas, Pinhead. El papel fue interpretado por Doug Bradley en las primeras ocho películas de la franquicia y por Stephen Smith Collins en la novena. El director Gary J. Tunnicliffe también tiene un papel en la película, donde interpreta al Auditor.

### Filmación y lanzamiento
El rodaje de la película tuvo una duración de tres semanas y se llevó a cabo en Oklahoma City con un presupuesto muy bajo. Hellraiser: Judgment fue filmada al mismo tiempo y en la misma ciudad que Children of the Corn: Runaway, también producida por Dimension.
La película tuvo varios problemas de lanzamiento. Inicialmente tenía un estreno planeado para 2017, sin embargo jamás fue lanzada ese año. Tras las numerosas denuncias por acoso sexual que recibió el cofundador de la compañía The Weinstein Company (propietaria de Dimension Films), Harvey Weinstein; muchas de sus películas fueron retiradas del calendario de estrenos mientras que otras (aún en preproducción) fueron canceladas. La crisis de TWC llevó al estudio a vender algunas de sus producciones ya hechas (por ejemplo, Paddington 2 que fue vendida a Warner Bros.). El 9 de enero de 2018, la compañía Lionsgate Films adquirió los derechos de distribución de Hellraiser: Judgment y Children of the Corn: Runaway así como la producción de posibles secuelas o reinicios. Hellraiser: Judgment fue lanzada directo a DVD, Blu-Ray y plataformas digitales el 13 de febrero de 2018.

## Recepción
Judgment ha sido recibida de forma mixta a negativa por parte de la crítica y el público. La película cuenta con un 50% de aprobación en Rotten Tomatoes, mientras que en IMDb tiene una puntuación de 4.3/10.

## Futuro
El actor Paul T. Taylor expresó su interés en retomar el personaje de Pinhead y dijo que los personajes podrían fácilmente ser utilizados en futuras entregas, pero señaló que también estaría contento con un reboot de mayor presupuesto protagonizado por Doug Bradley. Por otra parte Tunnicliffe habló sobre el final de Judgment: «Mi actitud sobre el personaje es que si él es el rey del castillo entonces, ¿Qué es lo que le duele más a Pinhead? Quitarle la corona. Tal vez ser desterrado al reino terrenal, lo haría regresar de vuelta con una venganza». El director dijo que una secuela dependería en gran medida de cómo fuera recibida económicamente Judgment, además señaló que le gustaría volver a centrarse más en los elementos sadomasoquistas de las primeras películas. Tunnicliffe dijo que realmente no pensó en secuelas, spin-off o seguimiento de algún tipo mientras realizaba la película, sin embargo, desde entonces sugirió un escenario en donde El Auditor ayuda a Pinhead a reclamar su estado para derrocar a un sucesor incompetente; algo así como una «»batalla de sacerdotes del Infierno». Más tarde dijo que de llevar a cabo tal enfrentamiento, intentaría traer de vuelta a algunos cenobitas de las primeras entregas (principalmente a la Mujer Cenobita (Female Cenobite) y al Cenobita Bola de Grasa (Buterball Cenobite).
Bradley ha dicho estar dispuesto a volver a interpretar al personaje de Pinhead pero solo «en el lugar correcto, en el momento correcto, con la motivación correcta y con el guion correcto... Desde que rechacé aparecer en ambas películas (Revelations y Judgment), sabía que pondrían a otros actores a interpretar el papel, "hacerse cargo de él". Yo no lo hago, no sé nada sobre "hacerse cargo"; disfrutar de la propiedad temporal tal vez». El actor estaba interesado en protagonizar una versión cinematográfica de la novela de la saga Hellraiser, The Scarlet Gospels pero hasta ahora no tiene conocimiento de ningún plan para tal película.
El 6 de mayo de 2019 se anunció oficialmente que Spyglass Media Group estaba desarrollando un reboot: Hellraiser con David S. Goyer escribiendo el guion y también produciendo la película junto a Keith Levine con el estudio Phantom Four, Gary Barber y Chris Stone de Spyglass supervisando el proyecto con que esperaban regresar la franquicia a los cines.